# Wundanyi
Wundanyi es una localidad urbana de Kenia perteneciente al condado de Taita-Taveta del sur del país.
En 2019, la localidad tenía una población de 4118 habitantes. Sin embargo, se ubica en el centro de un área urbana que se extiende hasta las vecinas localidades de Mwatate y Voi, que son respectivamente la capital y localidad más poblada del condado; debido a ello, su entorno directo alberga una población que ronda los sesenta mil habitantes.
La localidad, originalmente un asentamiento rural del pueblo taita, basa su economía en su ubicación limítrofe entre el área urbana central del condado y los campos que la rodean. La actividad más importante es la agricultura de bancales. El turismo local se basa en el senderismo por los montes Taita, siendo especialmente conocido el bosque de Ngangao ubicado a 10 km de la localidad.
Se ubica en el área montañosa de los montes Taita, unos 15 km al norte de Mwatate y unos 20 km al oeste de Voi, conectada a ambas localidades por el camino rural de montaña C104.